# Francisco Gabriel de Anda
José Francisco Gabriel de Anda (Città del Messico, 5 giugno 1971) è un ex calciatore messicano, di ruolo difensore.

## Carriera

### Club
L'inizio di carriera di Gabriel de Anda è al Pumas UNAM, dove però non debutta mai; l'esordio avviene con il Correcaminos UAT, dove gioca le stagioni 1993-1994 e 1994-1995. Nel 1995 si trasferisce al Santos Laguna, dove rimane fino al 1998. Dal 2000 al 2005 gioca nel Pachuca, dove gioca 170 partite segnando 20 gol. Si ritira con la maglia del Santos Laguna nel 2007.

### Nazionale
Con la nazionale messicana conta 15 presenze con un gol segnato, e ha partecipato come riserva a Corea del Sud-Giappone 2002.

## Palmarès

### Club

#### Competizioni nazionali
- Campionato messicano: 3

Santos Laguna: Invierno 1996
Pachuca: Invierno 2001, Apertura 2003

#### Competizioni internazionali
- CONCACAF Champions League: 1

Pachuca: 2002